# Shank (flygbas)
Shank är en flygbas i Afghanistan. Den ligger i distriktet Pol-e Alam, i provinsen Logar, i den östra delen av landet, 70 kilometer söder om huvudstaden Kabul. Flygbasen ligger 2 049 meter över havet. Närmaste större samhälle är provinshuvudstaden Pol-e Alam, cirka 10 kilometer åt nordväst. 